# NGC 742
NGC 742 is een elliptisch sterrenstelsel in het sterrenbeeld Vissen. Het hemelobject werd op 13 december 1784 ontdekt door de Duits-Britse astronoom William Herschel.

## Synoniemen
- PGC 7264
- MCG 1-6-4
- ZWG 413.9
- VV 175
- Z 0153.9+0523